# Грос-Дюбен
Грос-Дюбен (нім. Groß Düben) — громада в Німеччині, розташована в землі Саксонія. Входить до складу району Герліц. Складова частина об'єднання громад Шляйфе.
Площа — 14,56 км2. Населення становить 1070 ос. (станом на 31 грудня 2020).
Офіційною мовою в населеному пункті, крім німецької, є верхньолужицька .